# 20362 Trilling
20362 Trilling este un asteroid din centura principală de asteroizi.

## Descriere
20362 Trilling este un asteroid din centura principală de asteroizi. A fost descoperit pe 1 mai 1998 la Stația Anderson Mesa în cadrul programului LONEOS. Asteroidul prezintă o orbită caracterizată de o semiaxă mare de 2,52 ua, o excentricitate de 0,13 și o înclinație de 10,0° în raport cu ecliptica.